# Крамер, Витеке
Витеке Крамер (нидерл. Wieteke Cramer; род. 13 июня 1981, Леммер, Фрисландия) — нидерландская конькобежка. Бронзовый призёр чемпионата мира и чемпионата Европы в многоборье, чемпионка Нидерландов в многоборье и на дистанции 1500 м., 4-кратная призёр чемпионата Нидерландов.

## Биография
Витеке Крамер родилась в небольшом городе Леммер в общине Фриске Маррен, где стала кататься на коньках в возрасте 7-ми лет на естественном льду за своим домом. Уже в 8-9 лет она была чемпионом Нидерландов по шорт-треку среди юниоров, параллельно занимаясь конькобежным спортом. Будучи юной конькобежкой, она быстро попала на фризский отбор, а в 1997 году пригласили в голландскую юниорскую команду "Jong Oranje", и через год дебютировала на юниорском чемпионате мира с 6-м местом в многоборье.
В 2000 году Витеке выиграла дистанцию 1500 м на чемпионате Нидерландов и многоборье на юниорском уровне, а также завоевала серебряную медаль в сумме многоборья на чемпионате мира среди юниоров. В сезоне 2000/2001  перешла в тренировочную команду Аарта ван дер Вулпа "Langebaan Training" и дебютировала на Кубке мира. В 2001 году на дебютном чемпионате Европы в Базельге ди Пине стала бронзовым призёром в многоборье.
Витеке также участвовала на чемпионате мира на отдельных дистанциях в Солт-Лейк-Сити и заняла высокое 5-е место в забеге на 5000 м. В сезоне 2001/02 она не смогла пройти отбор на олимпиаду, правда стала 2-й в многоборье на чемпионате Нидерландов и на чемпионате мира в Херенвене заняла 21-е место в сумме многоборья. В тот момент она выступала в команде Ингрид Пол "Core Team", но что-то пошло не так.
В следующем сезоне Витеке уже выступала в команде "DSB", но даже 3 топовых тренера не смогли восстановить её после перетренированности. В сезоне 2003/04 перешла вновь в тренировочную команду Яна ван Вина KNSB и это сразу дало результат. В 2004 году Крамер завоевала "бронзу" на чемпионате мира в классическом многоборье в Хамаре и стала 4-й на чемпионате Европы в Херенвене.
В сезоне 2004/05 её заметил тренер команды "Jumbo-Visma" Жак Ори и она согласилась выступать в его "звёздной" команде. В 2005 году на чемпионате мира в Москве заняла 11-е место, а на чемпионате мира на отдельных дистанциях в Инцелле заняла лучшее 6-е место в командной гонке. В 2006 году она стала чемпионкой Нидерландов в многоборье.
В 2006 году Крамер участвовала на чемпионате мира в классическом многоборье в Калгари и заняла вновь 11-е место. В сезоне 2006/07 заключила на год контракт с командой "VPZ" под руководством Сийтье ван дер Ленде и впервые заняла 3-е места в командной гонке на двух этапах Кубка мира. Два следующих сезона она не могла набрать нужную форму. В феврале 2009 года покинула команду "VPZ".
Когда она забеременела в 2009 году, то думала завершать карьеру, но конькобежка-марафонец Мирилле Рейтсма пригласила её в марафонскую команду "MK-Basics". Витеке одержала победу в финале кубка KNSB и попала в шестёрку в марафонском забеге на 200 км. В сезоне 2011/12 она пыталась вернуться к соревновательному процессу, но на национальном чемпионате стала только 14-й в забеге на 3000 м, а через заняла 11-е место. В 2012 году завершила карьеру спортсменки.

## Личная жизнь
Витеке Крамер замужем за капитаном круизного лайнера, у них есть ребёнок. В 2019 году Крамер принимала участие в аукционе вместе с семью другими подругами в память о Паулин ван Дётеком, умершей от рака в 2019 году.